# Pseudocolaspis
Pseudocolaspis là một chi bọ cánh cứng trong họ Chrysomelidae.
Chi này được miêu tả khoa học năm 1833 bởi Laporte.

## Các loài
Chi này gồm các loài:
- Pseudocolaspis sacra Lopatin, 1983